# Eduardo Roberto Stinghen
Eduardo Roberto Stinghen, meglio noto come Ado (Jaraguá do Sul, 4 luglio 1944), è un ex calciatore brasiliano di ruolo portiere, campione del mondo nel 1970 con la Nazionale brasiliana.

## Carriera

### Club
Ado iniziò la sua carriera nel 1964 nelle file del Londrina.
Nel 1968 firmò per il Corinthians in cui rimase fino al 1974.
Dal 1975 al 1981 giocò in 7 squadre diverse: América di Rio de Janeiro (1975), Atlético Mineiro (1976), Portuguesa, Santos (1977), Ferroviário di Fortaleza (1978), Fortaleza (1979 e 1981) e Velo Clube (1980).
Nel 1981 si trasferì al Bragantino, squadra in cui rimase per due stagioni prima di ritirarsi nel 1982.

### Nazionale
Ado conta 3 presenze con la Nazionale brasiliana, con cui esordì il 4 marzo 1970 a Porto Alegre in amichevole contro l'Argentina (2-0 per l'Albiceleste).
Ha fatto parte della selezione che vinse i Mondiali 1970, dove tuttavia non scese mai in campo

## Palmarès

### Nazionale
- Campionato mondiale: 1

Messico 1970